# Энеас-Маркис
Энеас-Маркис (порт. Enéas Marques) — муниципалитет в Бразилии, входит в штат Парана. Составная часть мезорегиона Юго-запад штата Парана. Входит в экономико-статистический микрорегион Франсиску-Белтран. Население составляет 6382 человека на 2006 год. Занимает площадь 191,998 км². Плотность населения — 29,1 чел./км².

## История
Город основан 14 декабря 1964 года.

## Статистика
- Валовой внутренний продукт на 2003 год составляет 81 574 503,00 реалов (данные: Бразильский институт географии и статистики).
- Валовой внутренний продукт на душу населения на 2003 год составляет 13 700,79 реалов (данные: Бразильский институт географии и статистики).
- Индекс развития человеческого потенциала на 2000 год составляет 0,782 (данные: Программа развития ООН).

## География
Климат местности: субтропический. В соответствии с классификацией Кёппена, климат относится к категории Cfa.